# Jean-Louis Valois
Pour les articles homonymes, voir Valois.
Jean-Louis Valois est un footballeur français né le 15 octobre 1973 à Saint-Priest. Il évolue au poste d'ailier gauche.
Jean-Louis Valois a notamment disputé 11 matchs en Division 1 et 4 matchs en Coupe de l'UEFA.

## Carrière
- 1990-1992 :  AS Saint-Priest
- 1993-1994 :  JA Heyrieux
- 1994-1995 :  AS Saint-Priest
- 1995-1996 :  AS Lyon Duchère
- 1996-1997 :  AJ Auxerre
- 1997-1998 :  FC Gueugnon
- 1998-2001 :  Lille OSC
- septembre 2001-2002 :  Luton Town
- 2002- janvier 2004 :  Heart of Midlothian
- janvier 2004-2004 :  UD Almería
- 2004 :  Clyde FC
- 2004-2005 :  Burnley FC
- 2005-2006 :  Al-Khaleej Club
- 2006-2007 :  Al Nasr Dubaï
- 2010-2012 :  AS Andrézieux
- 2012-2013 :  Aviron bayonnais[1]

## Palmarès
- Champion de France de Division 2 en 2000 avec le LOSC.